# Meniscomorpha robusta
Meniscomorpha robusta là một loài tò vò trong họ Ichneumonidae.